# 莫洛焦日諾耶
莫洛季日內（烏克蘭語：Молодіжне），又按俄語名譯為莫洛焦日諾耶（俄语：Молодёжное），法理上是乌克兰克里米亚自治共和国中部辛菲罗波尔区的市级镇，但事实上是俄罗斯克里米亞共和國辛菲罗波尔区的市级镇。該鎮距離辛菲羅波爾5公里，始建於1972年，海拔高度300米，2013年人口7,235，八成居民使用俄羅斯語。